# Nippon BS Broadcasting
Nippon BS Broadcasting Corporation (日本BS放送株式会社, Nippon Bīesu Hōsō Kabushiki Gaisha) est une chaine de télévision privée par satellite basé à Kanda, Tokyo, au Japon. Le nom de la chaîne est BS11 (BS Eleven). Elle a été fondée en août 1999 sous le nom Nippon BS Broadcasting Kikaku (日本BS放送企画株式会社, Nippon Bīesu Hōsō Kikaku Kabushiki Gaisha), est devenu Nippon BS Broadcasting en février 2007 et diffuse ses programmes en haute définition depuis décembre 2007.
La chaîne diffuse principalement des anime et des programmes en 3D.